# Nîzînne, Sakî
Nîzînne (în ucraineană Низинне) este un sat în comuna Zernove din raionul Sakî, Republica Autonomă Crimeea, Ucraina.

## Demografie
Componența lingvistică a localității Nîzînne
     Rusă (51,52%)
     Tătară crimeeană (34,27%)
     Ucraineană (12,59%)
     Alte limbi (0,93%)
Conform recensământului din 2001, majoritatea populației localității Nîzînne era vorbitoare de rusă (51,52%), existând în minoritate și vorbitori de tătară crimeeană (34,27%) și ucraineană (12,59%).